# أندرو رينولدز
أندرو رينولدز (بالإنجليزية: Andrew Reynolds)‏ هو متزلج لوحي أمريكي، ولد في 6 يونيو 1978 في ليكلاند في الولايات المتحدة.

## وصلات خارجية
- أندرو رينولدز على موقع IMDb (الإنجليزية)
- أندرو رينولدز على موقع قاعدة بيانات الفيلم (الإنجليزية)